# Belba barbata
Belba barbata är en kvalsterart som beskrevs av Fujita och K. Fujikawa 1986. Belba barbata ingår i släktet Belba och familjen Damaeidae. Inga underarter finns listade.